# Kanendo Watanabe
Kanendo Watanabe (* 1947) je japonský fotograf.

## Životopis
Narodil se v Tokiu v roce 1947. Jeho starší bratr je loutkář Simon Jocuya. V roce 1966 vstoupil na Tokijskou školu fotografie, po absolvování v roce 1969 pokračoval v postgraduálním studiu. V roce 1981 bdržel sedmou Cenu za fotografii Ihei Kimury. V roce 2003 byla všechna díla trvale uložena v Kjótském muzeu současného umění, Kahicukan. Přednášel na Tokijské škole fotografie.

## Ocenění
- 1981 získal sedmou Cenu za fotografii Ihei Kimury (za fotoknihu "Déjà vu no Mači")

## Fotoalbum
- 1980 "Déjà vu town" (Šinčoša) ve spolupráci s Mieko Kanai
- 2003 "Watanabe Kaneto" (Kjótské muzeum současného umění Kahicukan)

## Hlavní výstavy
- 1973 "Dark Dreams" Salon Nikon
- 1974 "Dům záhad, nebo šílenství Elbennon" Galerie Šimizu
- 1981 "Město Déjà vu" Salon Nikon
- 1982 "Gjakuto Toši" fotografický salon Zeit
- 1983 "Typy a typy" Galerie Olympus
- 1985 Výstava "Paříž, New York, Tokio" Muzeum fotografie Cukuba '85
- 1985 "Panenka 1973-1983 (produkoval Simon Jocuja)"
- 1985 "Fragmentární materiál o Jacku Rozparovači 1973" Cukuba Museum of Photography '85
- 1986 "Japonská výstava současné fotografie" (Barcelona, Madrid, Bilbao, Valencie)
- 1987 "JAMATO-TOKIO" G prostor
- 1988 "JAMATO" fotografický salon Zeit
- 1990 "JAMATO-F" Galerie Asahi
- 1990 "Putování, fotografie, hradní město" Galerie Pastrais
- 1992 "L'ATALANTE" Galerie Hiranagačobaši
- 1992 "Hazuki, 1981" fotografický salon Zeit
- 1993 "JAMATO1987-1990" Picture Photo Space
- 1994 "Until Kannazuki" fotografický salon Zeit
- 1996 "Drop of Minazuki" fotografický salon Zeit
- 1998 "Peninsula", galerie Egg
- 2000 "Samotný ostrov" Galerie Ginza Kumidou
- 2000 "Ostrov - Násilí světla", galerie Egg
- 2003 "Kaneto Watanabe", fotografická výstava, Kahicukan, Kjótské muzeum současného umění
- 2004 "Stín taví včelí vosk" fotografický salon Zeit
- 2005 "Solitary Island" Art Planning Room, Aojama
- 2006 "Rain" galerie Jamaguči

## Sbírky
- Muzeum fotografického umění v Tokiu
- Kahicukan / Kjótské muzeum současného umění